# Kevin Hatchi
Kevin Hatchi (Parijs, 6 augustus 1981) is een voormalig Frans voetballer. Hatchi was een verdediger.

## Spelerscarrière
Hatchi werd opgeleid door AJ Auxerre. Met deze club won hij in 1999, samen met onder andere Philippe Mexès en Djibril Cissé, de Coupe Gambardella. In 2001 trok hij naar tweedeklasser US Créteil-Lusitanos, alvorens drie jaar lang een vaste waarde te worden bij Grenoble Foot. In 2005 ging hij bij Excelsior Moeskroen zijn eerste buitenlandse avontuur aan. Met de Henegouwse club verloor hij in 2006 de bekerfinale van Zulte Waregem, Hatchi mocht tijdens de finale invallen.
Na een korte passage bij FC Tours keerde hij in januari 2008 terug naar België door bij RAEC Mons te tekenen. Veertien maanden later verliet hij de club voor FC Seoul. Dat avontuur duurde slechts enkele maanden: in september 2009 tekende hij voor het Roemeense Astra Ploiești. Ook zijn Roemeense avontuur liep na enkele maanden af, waardoor Hatchi in januari 2010 zonder club zat.
In juli 2010 sloot Hatchi zich aan bij het Cypriotische Olympiakos Nicosia, maar nog in dezelfde transferperiode verliet hij de club voor Ermis Aradippou. In februari 2011 stak hij de Atlantische Oceaan over om zich aan te sluiten bij Montreal Impact. Later speelde hij ook nog voor FC Edmonton.
Na zijn vertrek bij het Canadese FC Edmonton zat Hatchi een tijdje zonder club. In februari 2014 vond hij echter onderdak bij de Belgische tweedeklasser White Star Brussel. Na een kleine anderhalf jaar voor de club gespeeld te hebben verhuisde hij naar KV Woluwe-Zaventem, waar hij in 2016 zijn carrière afsloot.